# Hephaestus (petroliera)
La Hephaestus è stata una petroliera per bunker oil (olio combustibile per uso navale) battente bandiera del Togo costruita nel 1965.
Si arenò al largo di Qawra (Malta) il 10 febbraio 2018 e fu successivamente inabissata come sito di immersione e barriera artificiale al largo di Xatt l-Aħmar (Gozo) il 29 agosto 2022.

## Caratteristiche
La Hephaestus era una petroliera costruita in acciaio con una stazza di 595 tsl per una lunghezza 61,33 m e una larghezza di 7,93 m. Aveva un motore Diesel Ruston Stafford 6 CSRKM 4 Stoke a sei cilindri con un solo albero e un'elica, che le conferiva una potenza di 410 kW (550 CV) e una velocità di 11 nodi (20 km/h; 13 mph).

## Storia
La nave fu costruita nel 1965 dalla Broderna Jonssons Torrdocka (Kallansdso Varv AB) a Linköping (Svezia). Nel 2018 era di proprietà della Orbiter Navigation Corp. e gestita dalla Volont Maritime S.A. Era registrata a Lomé, capitale del Togo.

### Incagliamento (2018)

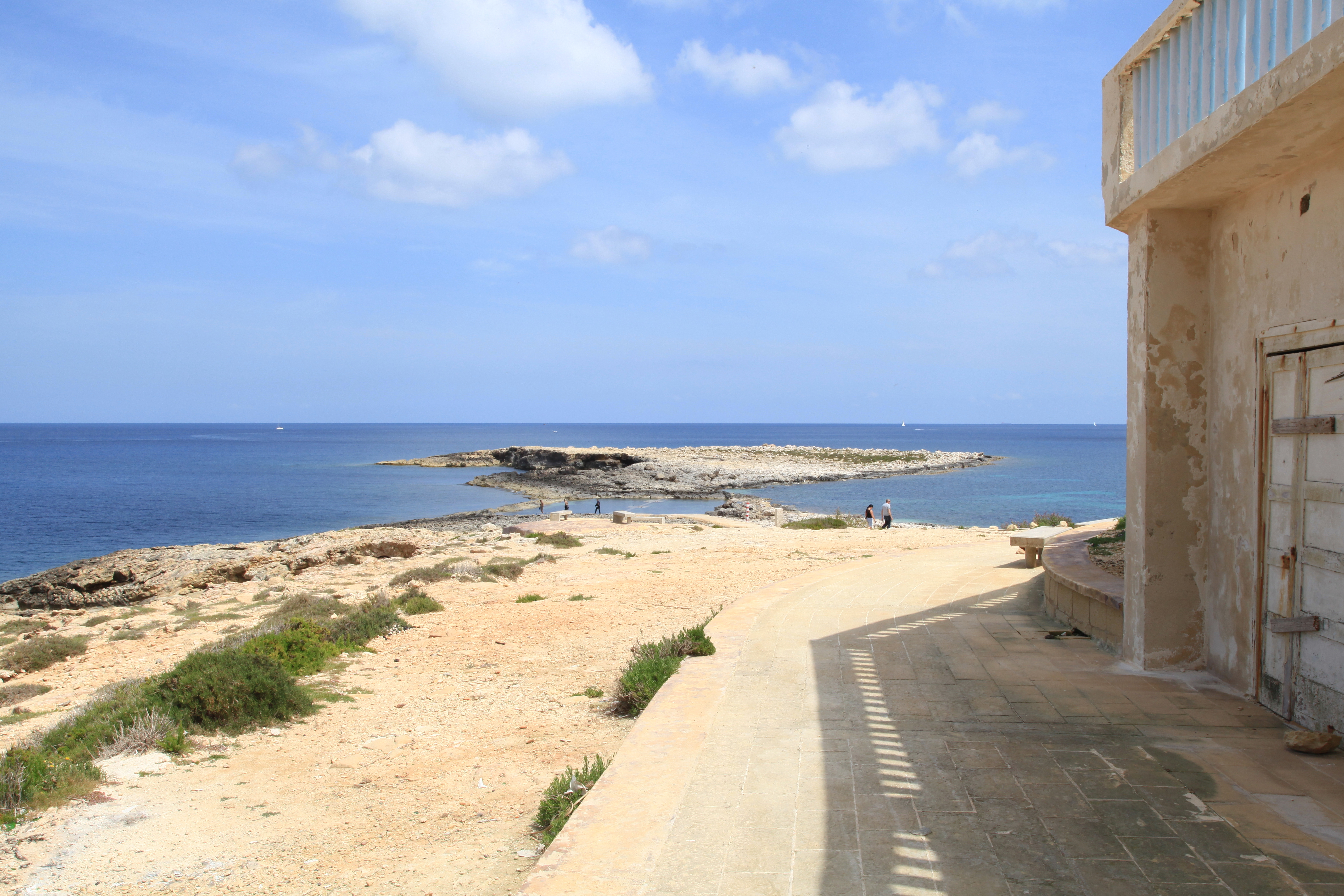
Punta Qawra, vicino al quale la nave si incagliò nel febbraio 2018

Al momento dell'incagliamento del 2018, la Hephaestus era comandata dal capitano bengalese Joynal Abedin. Gli altri membri dell'equipaggio provenivano da Bangladesh, Russia ed Egitto. La nave era in mare da circa quattro mesi e dal gennaio 2018 era ancorata a Sikka l-Bajda al largo di Qawra, mentre c'era una controversia relativa al pagamento dei salari dell'equipaggio.
La mattina del 10 febbraio 2018, la nave fu colta da una forte tempesta con mare agitato. Verso le 05:30, Abedin tentò di portare la nave in un'area riparata, ma l'equipaggio perse il controllo in pochi minuti e la nave si incagliò su una costa rocciosa in un'area nota come Fra Ben, vicino alla Torre di Qawra. Dopo aver informato le autorità dell'incidente, tutti e sette i membri dell'equipaggio sbarcarono dalla nave utilizzando una scala di corda e Abedin fu curato per un lieve infortunio alla spalla all'Ospedale Mater Dei.
La nave non trasportava alcun carico al momento del suo incaglio. Il 17 febbraio fu segnalata una piccola perdita di gasolio, ma le autorità riferirono che il rischio di inquinamento del relitto era basso. La Marine Safety Investigation Unit di Transport Malta avviò un'indagine sull'incidente, di cui pubblicò i risultati in un rapporto. L'equipaggio della nave fu ospitato presso il Seafarers' Centre di Floriana prima di lasciare Malta il 27 febbraio.
Nei mesi successivi, l'incagliamento della Hephaestus diventò uno sfondo fotografico popolare per gli utenti dei social media maltesi e stranieri. Le operazioni di recupero furono effettuate dalla Cassar Ship Repair Ltd., che tappò i fori all'interno dello scafo della nave prima di trainarla in mare utilizzando rimorchiatori e martinetti idraulici, il 15 agosto 2018. Fu rimorchiata con successo alla Cassar's facility a Marsa, ma i proprietari della nave ritennero che riparare il danno sarebbe stato troppo costoso.

### Inabissamento (2022)

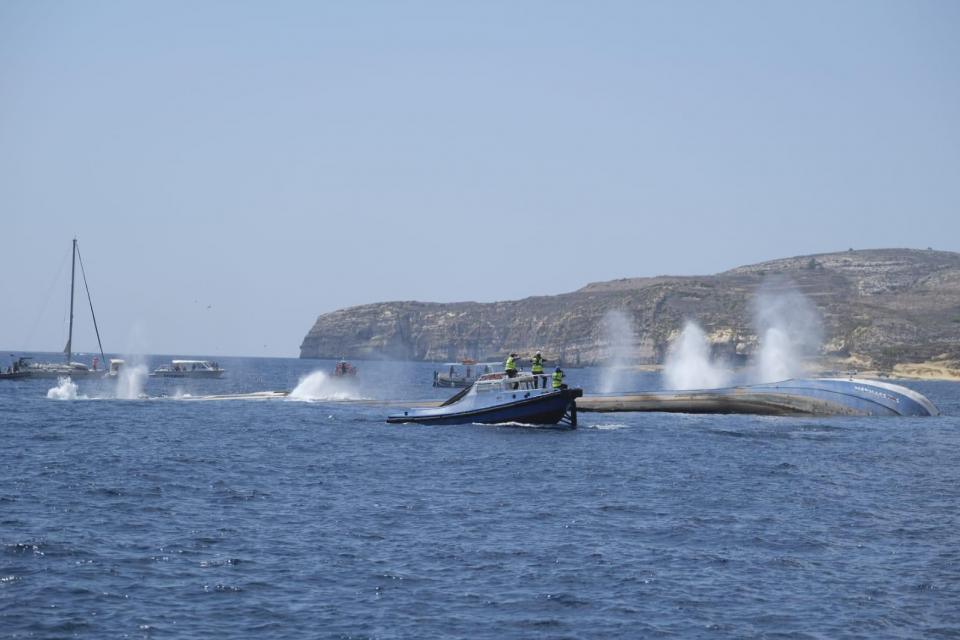
Il naufragio della Hephaestus

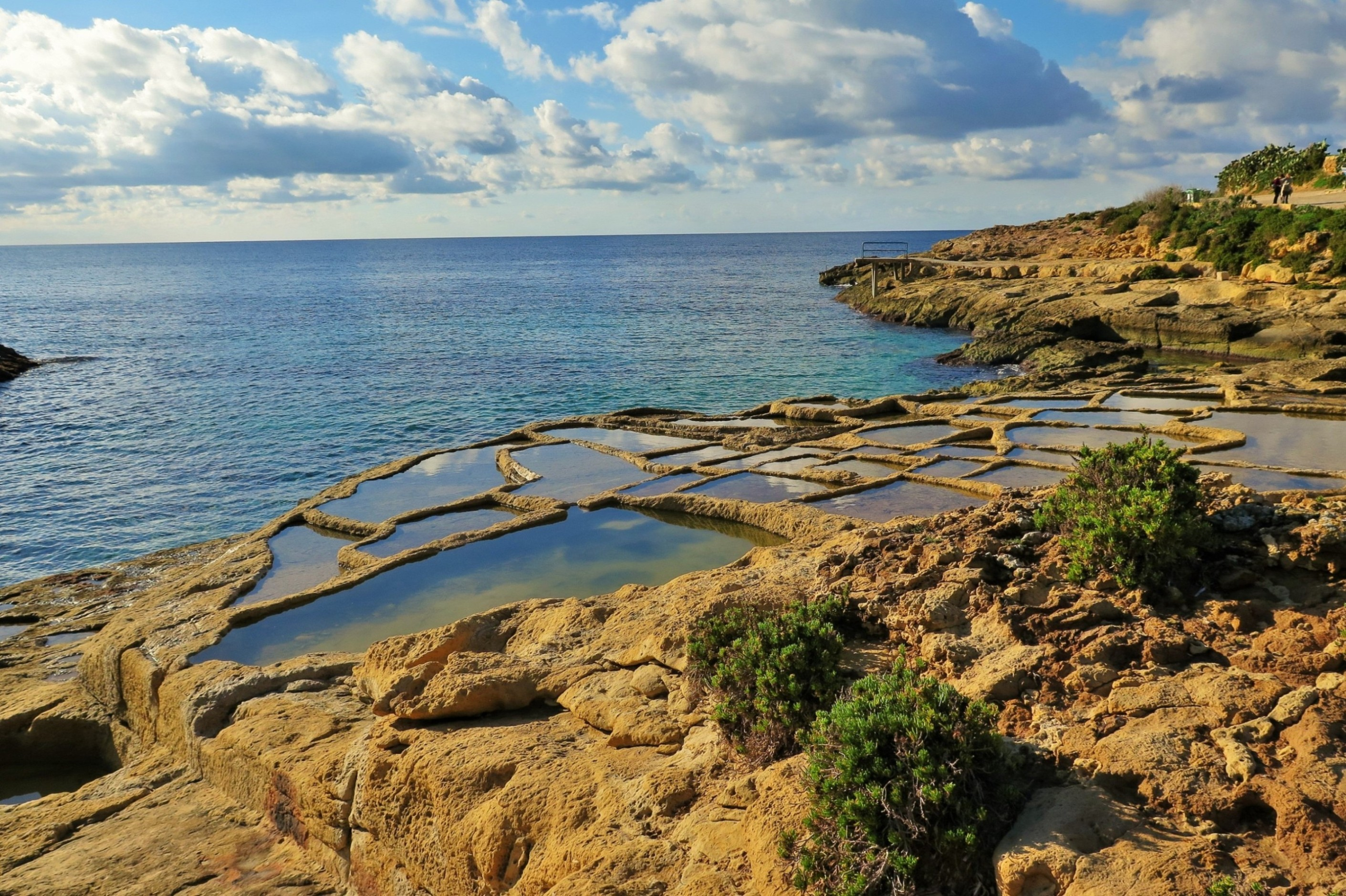
Xatt l-Aħmar

Durante il 2019, la Professional Diving Schools Association of Malta, Gozo and Comino (PDSA) pianificò di inabissare la Hephaestus al largo di Qala (Gozo) come attrazione subacquea. Prima del naufragio deliberato, alcune delle attrezzature della nave furono rimosse e furono compiuti sforzi per ripulirla dalle sostanze e rifiuti inquinanti.
La nave fu inabissata al largo di Xatt l-Aħmar a Gozo il 29 agosto 2022, con l'operazione condotta dal Malta Tourism Authority, dal PDSA e dal Ministero per Gozo.

## Relitto
Il relitto si trova a circa 30 m al largo della costa di Xatt l-Aħmar, adagiato in posizione verticale su un fondale sabbioso a una profondità di circa 46 m. È vicino ai relitti delle navi Karwela, Xlendi e Cominoland, anch'esse deliberatamente inabissate in precedenza come barriere artificiali.